# Lambert Verdonk
Lambertus Sybilla Wynandus Verdonk (Hoensbroek, 20 settembre 1944) è un ex calciatore olandese, di ruolo attaccante.

## Carriera

### Club
Verdonk ha iniziato la carriera da professionista nel 1963, tra le file del PSV, dove è rimasto fino al 1967 e con cui si è guadagnato la convocazione per la Nazionale olandese. Dopo l'addio al PSV, Verdonk ha giocato per varie squadre, prima nei Paesi Bassi (Sparta Rotterdam, N.E.C. e Go Ahead Eagles) e poi in Francia (Olympique Marsiglia, Ajaccio e Angoulême).
Nei sei mesi in cui ha giocato per l'Olympique Marsiglia, Verdonk ha vinto sia il campionato francese che la coppa di Francia; si è ritirato nel 1974.

### Nazionale
Verdonk ha giocato quattro partite con la Nazionale olandese, tutte nel 1964, senza però mai segnare. Ha esordito con gli Oranje nel match amichevole del 22 marzo 1964 ad Anversa contro il Belgio.

## Statistiche

### Cronologia presenze e reti in Nazionale
| Cronologia completa delle presenze e delle reti in nazionale ― Paesi Bassi | Cronologia completa delle presenze e delle reti in nazionale ― Paesi Bassi | Cronologia completa delle presenze e delle reti in nazionale ― Paesi Bassi | Cronologia completa delle presenze e delle reti in nazionale ― Paesi Bassi | Cronologia completa delle presenze e delle reti in nazionale ― Paesi Bassi | Cronologia completa delle presenze e delle reti in nazionale ― Paesi Bassi | Cronologia completa delle presenze e delle reti in nazionale ― Paesi Bassi | Cronologia completa delle presenze e delle reti in nazionale ― Paesi Bassi |
| Data                                                                       | Città                                                                      | In casa                                                                    | Risultato                                                                  | Ospiti                                                                     | Competizione                                                               | Reti                                                                       | Note                                                                       |
| -------------------------------------------------------------------------- | -------------------------------------------------------------------------- | -------------------------------------------------------------------------- | -------------------------------------------------------------------------- | -------------------------------------------------------------------------- | -------------------------------------------------------------------------- | -------------------------------------------------------------------------- | -------------------------------------------------------------------------- |
| 22-3-1964                                                                  | Anversa                                                                    | Belgio                                                                     | 0 – 0                                                                      | Paesi Bassi                                                                | Amichevole                                                                 | -                                                                          |                                                                            |
| 12-4-1964                                                                  | Amsterdam                                                                  | Paesi Bassi                                                                | 1 – 1                                                                      | Austria                                                                    | Amichevole                                                                 | -                                                                          |                                                                            |
| 29-4-1964                                                                  | Rotterdam                                                                  | Paesi Bassi                                                                | 0 – 1                                                                      | Svezia                                                                     | Amichevole                                                                 | -                                                                          |                                                                            |
| 24-5-1964                                                                  | Rotterdam                                                                  | Paesi Bassi                                                                | 2 – 0                                                                      | Albania                                                                    | Qual. Mondiali 1966                                                        | -                                                                          |                                                                            |
| Totale                                                                     |                                                                            | Presenze                                                                   | 4                                                                          |                                                                            | Reti                                                                       | 0                                                                          |                                                                            |

## Palmarès
- Campionato francese: 1

Olympique Marsiglia: 1971-1972
- Coppa di Francia: 1

Olympique Marsiglia: 1971-1972